# Emily Carr
Emily Carr (Victoria, 13 de dezembro de 1871 — Victoria, 2 de março de 1945) foi uma pintora e escritora canadense. Seu trabalho foi profundamente inspirado pelos povos indígenas da Costa Noroeste do Pacífico. Foi uma das primeiras pintoras canadenses a adotar o estilo modernista e pós-impressionista na pintura. O reconhecimento da crítica só chegou depois dos 50 anos, quando sua temática já mudava dos temas aborígenes para paisagens, em especial florestas. Como escritora, criou alguma das primeiras crônicas sobre a vida na Columbia Britanica.

## Vida pessoal
Nascida na Columbia Britânica em 1871, o ano em que a província juntou-se ao Canadá, Emily era a segunda filha mais nova entre nove irmãos. Seus pais eram ingleses, Richard e Emily (Saunders) Carr. As crianças foram educadas segundo a tradição inglesa. Richard Carr acreditava que as crianças deviam crescer em meio à uma comunidade inglesa, para aprender seus costumes e manter sua cidadania britânica. A casa da família era em estilo inglês, com tetos altos, sancas ornamentadas e uma grande sala de visitas. Cresceu frequentando a Igreja Presbiteriana, com domingos recheados de orações, leitura da Bíblia e visitas à igreja.
Seu pai não podava seus dons artísticos, ao contrário, ele os incentivava, mas foi apenas em 1891, após a morte de seus pais, que Emily pode seguir a carreira artística. Ela então estudou no San Francisco Art Institute, nos Estados Unidos, por dois anos, de 1890 a 1892. Em 1899, viajou para Londres, onde estudou na Westminster School of Art. Aproveitando a estadia na Grã-Bretanha, ela viajou até St Ives, no País de Gales, para estudar a arte do interior e retornou ao seu país em 1905. Emily aceitou um cargo de professora em Vancouver, no 'Ladies Art Club', que durou menos de um mês, pois ela era impopular entre seus alunos, por fumar em sala de aula e ofendê-los.

## Povos indígenas
Aos 27 anos, em 1898, Emily fez o primeiro de vários esboços e pinturas de vilas aborígenes. Ela ficou na vila do povo Nuu-chah-nulth, perto da ilha de Vancouver, o que lhe influenciou por um longo período. A última grande influência foi sua viagem ao Alasca, com sua irmã Alice, nove anos depois.

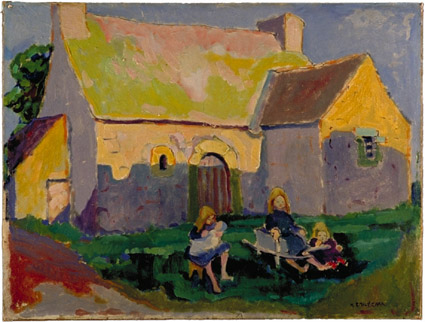
Emily Carr, Breton church, óleo sobre tela, 1906

## França
Em 1910, Emily retornou à Europa para estudar na Académie Colarossi, em Paris. Morando em Montparnasse, com sua irmã Alice, Emily conheceu o pintor modernista Harry Gibb. Seus estudos com ele influenciaram a forma e o estilo de suas pinturas, onde ela adotou uma paleta vibrante de cores, mesmo ainda ocasionalmente utilizando tons pastel. Emily também foi grandemente influenciada pelos pós-impressionistas e fauvistas que conheceu na França. Após retornar ao Canadá, ela organizou uma exposição, em 1912, em seu estúdio, com diversas telas a óleo e aquarela de seu período na França e tornou-se uma das artistas que introduziu o Fauvismo em Vancouver.

## Grupo dos Sete
Foi em uma exposição de arte aborígene, na Galeria Nacional, em 1927, que Emily conheceu os membros do chamado Grupo dos Sete, na época os mais conhecidos pintores modernos do Canadá. Lawren Harris, membro do grupo, foi um importante apoiador de seu trabalho, dando-lhe as boas vindas ao grupos seleto de artistas canadenses. O encontro acabou com o período de isolamento de 15 anos de Emily, levando-a a um dos seus momentos mais prolíficos, com inúmeros trabalhos recebendo reconhecimento.

## Reconhecimento
Emily recebeu o reconhecimento de seu trabalho já tarde na vida, com 57 anos. O sucesso veio apesar de ter vivido em uma sociedade de pouca tradição artística, longe dos grande centros culturais.  Em 1952, suas obras representaram o Canadá na Bienal de Veneza, ao lado de outros nomes importantes como David Milne, Goodridge Roberts e Alfred Pellan. [carece de fontes?]
Em 12 de fevereiro de 1971, o Correio canadense emitiu um selo da artista ("Emily Carr, pintora, 1871 - 1945") criado por William Rueter, inspirado em seu obra Big Raven (1931). O mesmo aconteceu em 1991, dessa vez baseado na obra Forest, British Columbia (1931-1932), criado por Pierre-Yves Pelletier.

## Últimos anos

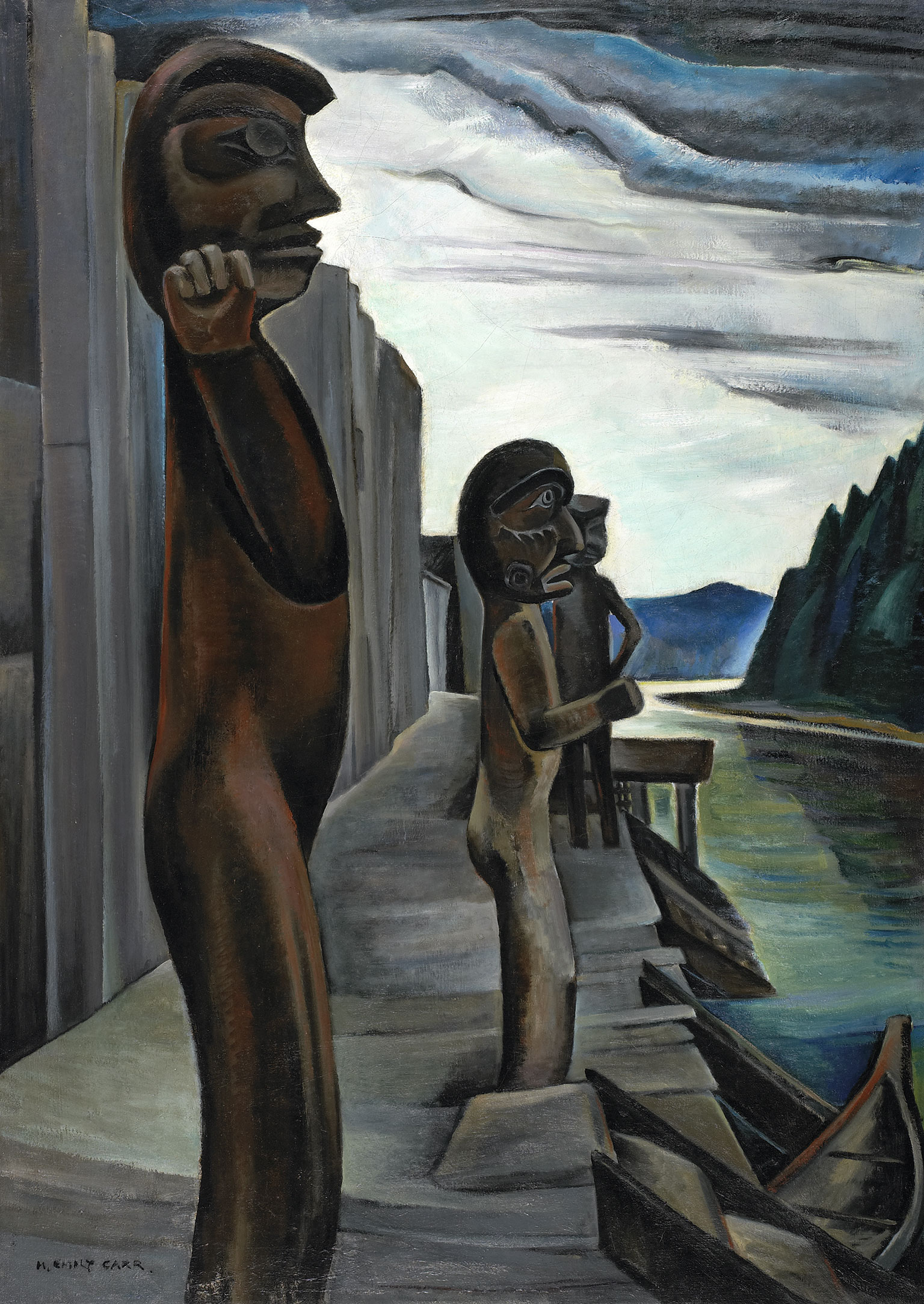
Emily Carr, Blunden Harbour, 1930

Emily sofreu vários infartos. Teve um em 1937, outro em 1939, forçando-a a se mudar para a casa de sua irmã Alice para se recuperar. Em 1940, ela teve um acidente vascular cerebral e em 1942 outro infarto. Impedida de poder viajar, ela se concentrou na escrita e na pintura. Com a ajuda de sua amiga Ira Dilworth, professora de inglês, Emily pode terminar seu primeiro livro, Klee Wyck, publicado em 1941. Ela foi premiada no mesmo ano por seu trabalho com o Governor-General's Award.

### Morte
Emily Carr teve um último e fatal infarto e faleceu em 2 de março de 1945, em sua casa em Victoria, pouco antes de receber o doutorado honorário da Universidade da Colúmbia Britânica. Emily foi sepultada no Cemitério Ross Bay, em Victoria.